# Mingachevir
Mingacevir (Azeri: Mingəçevir), é a quarta maior cidade do Azerbaijão, tem uma população aproximada de 100.000 habitantes. É conhecida como "cidade das luzes" por sua central hidroelétrica no Rio Kura.
A área foi povoada há milhões de anos, mas a cidade foi fundada em 1948, parcialmente por soldados alemães que foram aprisionados durante a Segunda Guerra Mundial.